# Benjamin Ball
Pour les articles homonymes, voir Ball.
Signature
Benjamin Ball, né le 20 avril 1833 à Naples et mort le 23 février 1893 à Paris, est un médecin et neurologue français d'origine anglaise et suisse, premier titulaire de la chaire des maladies mentales à Sainte-Anne et membre de l’Académie de médecine.

## Aperçu biographique
Né à Naples d'un père anglais et d'une mère de nationalité suisse, Benjamin Ball fait ses études médicales à Paris. Reçu interne des hôpitaux en 1855, il entre à Bicêtre au service du docteur Moreau de Tours qui l’engage à publier ses premières études sur les  hallucinations provoquées par le haschich.
Ball soutient sa thèse de doctorat sur les embolies pulmonaires en 1862, puis présente au concours de l'agrégation de médecine la thèse Du rhumatisme viscéral, qu'il soutient le 14 mars 1866 à la Faculté de Médecine. En 1870, il est nommé médecin des hôpitaux.
De 1870 à 1874, il occupe le poste d'assistant de consultation du docteur Lasègue qui l'incite à partir de 1875 à donner des cours complémentaires sur les maladies mentales à la faculté de médecine; ce dont il se charge jusqu'en 1877, date à laquelle il est nommé par la Faculté de médecine de Paris professeur titulaire de la première chaire des maladies mentales et de l’encéphale à l'asile Sainte-Anne, grâce au soutien de son maître et ami Jean-Martin Charcot.
Benjamin Ball fonde en 1881 avec son ami Jules Bernard Luys le journal médical L'Encéphale. Il est promu la même année chevalier de la légion d’honneur.
En 1883, Ball est élu membre de l’académie de médecine.
Il publie au cours de sa carrière de nombreux travaux: De la morphinomanie (1885) ouvrage précurseur dans le domaine de la toxicomanie dans lequel Ball met en avant la toxicité de la cocaïne non encore parfaitement établie à cette époque; La folie érotique (1888) ; Du délire de persécution (1890) ou encore Leçons sur les maladies mentales (1890).
Benjamin Ball, qui parlait couramment sept langues, a également publié de nombreux articles scientifiques dans des revues médicales étrangères.
En 1890, il préside le premier Congrès de Médecine Mentale à Rouen.
On peut voir la tombe de Benjamin Ball au cimetière Montmartre (9e division); elle est ornée d'un buste réalisé par son beau-frère, le sculpteur Louis-Robert Carrier-Belleuse.

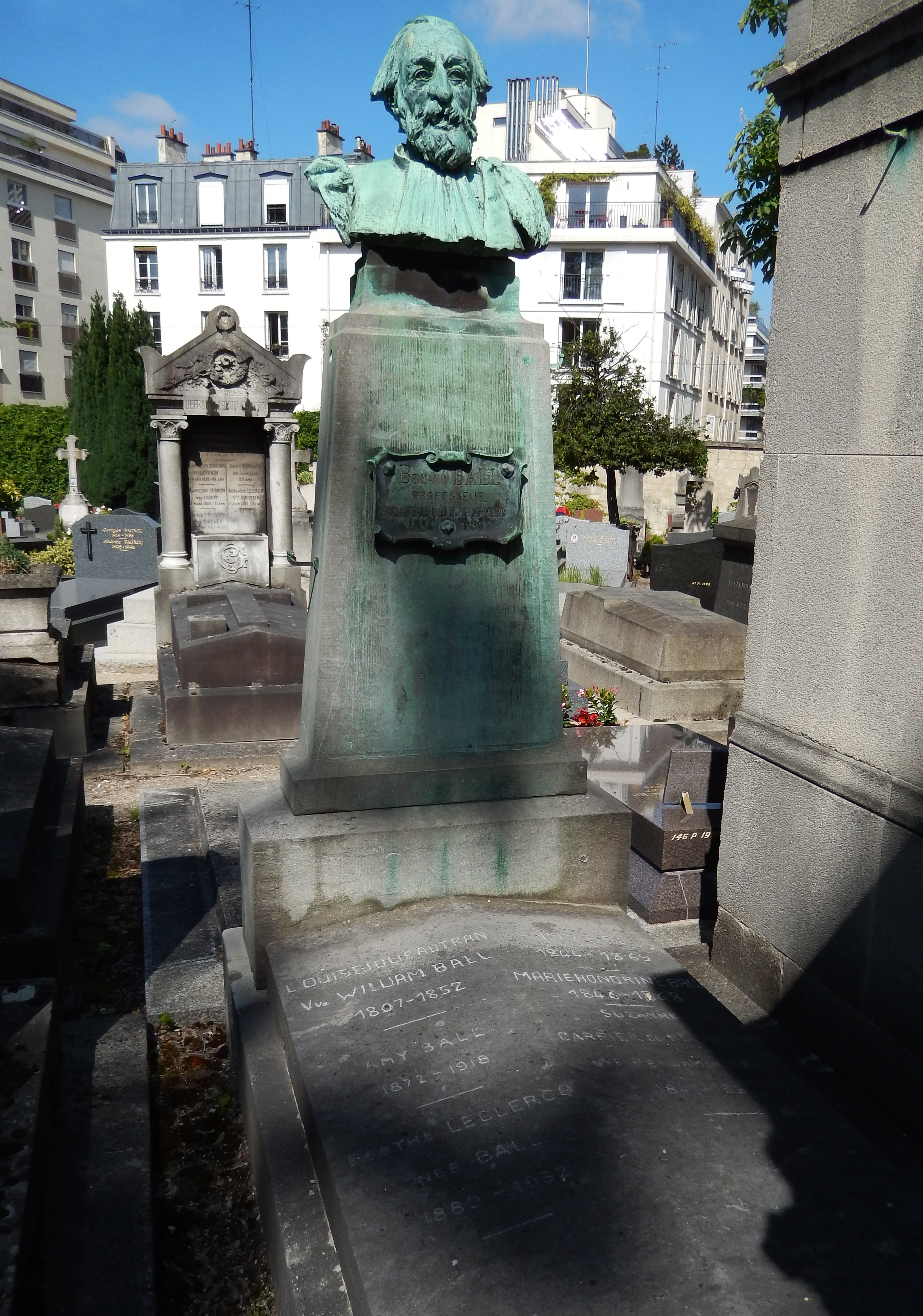
Tombe de Benjamin Ball (cimetière de Montmartre, division 9)

## Distinctions
- Chevalier de la Légion d'honneur (1880)

## Œuvres et publications
Entre 1881 et 1889, il dirige avec Jules Bernard Luys la revue L'Encéphale lire en ligne sur Gallica.
- Hallucinations de la vue et de l'ouïe, traitées avec succès par le haschisch, Gazette des hôpitaux, 3 juillet 1856.
- Des Embolies pulmonaires, Paris, A. Coccoz, 1862, 149 p. lire en ligne sur Gallica.
- Du rhumatisme viscéral,Paris, P. Asselin, 1866, 167 p.
- La médecine mentale à travers les siècles, Paris, P. Asselin, 1879, 39 p.
- De la claustrophobie: mémoire lu à la société médico-psychologique, Paris, impr. de E. Donnaud, 1879, 11 p.
- Leçons sur les maladies mentales, Paris, Asselin et Houzeau, 1890 [1re éd. 1880], 1042 p. lire en ligne sur Gallica.
- La morphinomanie, 2e éd. revue et augmentée [1re éd. 1885, chez Asselin et Houzeau], E. Lefrançois (Paris), 1888, 248 p. lire en ligne sur Gallica.
- La folie érotique, Paris, J.-B. Baillière, 1888, 158 p.
- Du délire des persécutions, ou Maladie de Lasègue, Paris, Asselin et Houzeau, 1890, 107 p. lire en ligne sur Gallica.

Préface
- Dyce Duckworth, Théorie nerveuse de la goutte, [traduit de l'anglais et annoté par le Dr A. Sordes], Paris, Asselin et Houzeau, 1884, 76 p. lire en ligne sur Gallica.

Edition scientifique
- Jean-Martin Charcot, Leçons cliniques sur les maladies des vieillards et les maladies chroniques, 2e éd. revue et augmentée [1re éd. 1867], Paris, A. Delahaye, 1874, 257 p. lire en ligne sur Gallica.